# Мелтојер
Мелтојер (њем. Mehltheuer) општина је у њемачкој савезној држави Саксонија. Једно је од 45 општинских средишта округа Фогтланд. Према процјени из 2010. у општини је живјело 1.515 становника. Посједује регионалну шифру (AGS) 14523210.

## Географски и демографски подаци
Мелтојер се налази у савезној држави Саксонија у округу Фогтланд. Општина се налази на надморској висини од 512 метара. Површина општине износи 22,1 km². У самом мјесту је, према процјени из 2010. године, живјело 1.515 становника. Просјечна густина становништва износи 69 становника/km².